# Carlos Patiño (compositeur)
Pour les articles homonymes, voir Carlos Patiño et Patiño (homonymie).
Carlos Patiño (né en 1600 à Santa María del Campo Rus (Cuenca) -  décédé à Madrid, le 15 septembre 1675) est un compositeur polyphoniste espagnol, chef d'orchestre et organiste.

## Éléments biographiques
Patiño est l'un des compositeurs les plus éminents au cours du règne du roi Philippe IV d'Espagne. Peut-être a-t-il été initié à l'étude de la musique dans un monastère de sa ville natale. Patiño fut également chantre de sa paroisse. En 1612, on le retrouve enfant de chœur à la cathédrale de Séville. Il a travaillé avec Juan de Vaca et surtout avec le chef de musique Alonso Lobo, qui influença considérablement son œuvre.
En 1622, il épouse Laura María de Vargas. En 1623, il devint maître de chapelle du sagrario de la Cathédrale de Séville. En 1628, il travaille pour le Monasterio de la Encarnación. En 1634, il fut nommé maître de chapelle de la Capilla Flamenca à Madrid succédant ainsi à son rival : Mathieu Rosmarin. Il occupera ce poste jusqu'à la fusion de la chapelle flamande et de la chapelle espagnole qui interviendra en 1637. À cette date, Patiño assurera la direction musicale des deux compagnies fusionnées.
Bien qu'informé des développements internationaux de la musique de son temps, il choisit la polyphonie de l'école espagnole de Francisco Guerrero, rencontré par l'entremise de son professeur, Alonso Lobo, lui-même un élève de Guerrero. Malgré cela, Patiño sut accommoder sa musique aux nouvelles tendances de son temps : le Baroque espagnol, avec tout ce que cela implique d'innovation et de changement.
Une partie importante du travail de Patiño disparut soit dans l'incendie de l'Alcazar de Madrid en 1734, soit dans la destruction de la bibliothèque de Jean IV du Portugal, à la suite du tremblement de terre de 1755. La plupart de ses œuvres qui nous sont parvenues sont vocales et sont dues au travail de retranscription du musicologue Lothar Siemens (Instituto de la Música Religiosa du Provincial de Cuenca). Nous connaissons ainsi certains de ses motets, messes et villancicos. Aux côtés de cette œuvre religieuse, Patino composa également des madrigaux et des chants dont les thèmes sont profanes ou théâtraux.
Bien que Carlos Patiño n'ait jamais vu le Nouveau Monde, il y connut cependant un certain retentissement. Des copies de ses notes ont ainsi été découvertes en de multiples endroits dans les Andes. Les dernières copies datant de la seconde moitié du XVIIIe siècle témoignant par là de la persistance historique de son œuvre sur ce continent.

## Sources et références

### Sources
- (nl) Cet article est partiellement ou en totalité issu de l’article de Wikipédia en néerlandais intitulé « Carlos Patiño » (voir la liste des auteurs).

- (fr) Larousse, Pierre (1817-1875), Grand dictionnaire universel du XIXe siècle : français, historique, géographique, mythologique, bibliographique.... T. 7 E, Administration du grand Dictionnaire universel, Paris, 1870.
- (fr) Becker Danièle, La vie quotidienne au collège des jeunes chanteurs de la chapelle royale à Madrid au XVIIe siècle, in : Mélanges de la Casa de Velázquez. Tome 21, 1985, p.  219-254.